# Pasquier Grenier
Pasquier Grenier est un fabricant de tapisseries de Tournai, né vers 1425, mort à Tournai le 24 juillet 1493.

## Biographie
Pasquier Grenier est un personnage qui a joué un rôle important dans le développement de la tapisserie à Tournai qui a supplanté celle d'Arras après la prise de cette ville après plusieurs mois de batailles par les troupes de Louis XI en mai 1477, à la suite de la mort de Charles le Téméraire. Arras s'étant vidée de ses habitants, son industrie de tapisserie s'est effondrée au profit de celle de Tournai qui est restée française, mais assez indépendante, jusqu'au siège de 1521 et son annexion par Charles Quint.
Il a reçu la bourgeoisie de Tournai en juillet 1447, à un âge inconnu. Il habitait sur la Grand-Place, près de l'église Saint-Quentin. En 1449, il est cité dans trois actes comme « marcheteur », c'est-à-dire marchand de tapisseries. Il est membre de la noble confrérie des Damoiseaux.
Pasquier Grenier a été un marchand-tapissier, qui n'était pas un tisserand mais un bailleur de fonds qui possédait les droits de copie sur des cartons de tapisserie qu'il pouvait faire tisser dans n'importe quel atelier ou centre. Il s'est rendu célèbre en vendant ses tentures au duc de Bourgogne Philippe le Bon et a aussi été diplomate au profit de Tournai auprès du roi Louis XI. Sa maison possédait des filiales à Bruges et à Guise. En plus du négoce de tapisseries, il a aussi fait celui de vin.
Philippe le Bon, qui a été duc de Bourgogne entre 1419 et 1467, a été un grand collectionneur de tapisseries. En 1459, Pasquier Grenier était encore un agent des frères Truye, marchands d'Arras, quand il vend au duc de Bourgogne une tenture de l' Histoire d'Alexandre comprenant six tapisseries et une garniture de lit. Par la suite il fournit au duc de Bourgogne, la tenture de la Passion du Christ composée de six tapisseries, en 1461, une Histoire d'Esther et d'Assuérus, au autre du Chevalier au cygne sur un carton de Jacques Daret, en 1462, une chambre avec des Personnages et des orangers, une autre des Bûcherons, en 1466, pour la duchesse de Bourbon et la duchesse de Gueldre. Quand Charles le Téméraire se marie en 1468 avec Marguerite d'York à Bruges il fait part au magistrat de cette ville de « son instante prière et désir » de lui donner une tapisserie. Le Magistrat de Bruges ayant commandé à Pasquier Grenier une tenture de la Guerre de Troie, elle est fournie en 1472,
En 1464, Pasquier Grenier a fait reconstruire le chœur de l'église Saint-Quentin, sa paroisse, en établissant un déambulatoire et en faisant construire trois chapelles à ses frais. La chapelle axiale, chapelle du Saint-Sacrement a ses voûtes décorées de peinture en 1469 car il souhaite en faire sa chapelle funéraire. En 1475, il offre à l'église une tapisserie des Sept Sacrements pour décorer le chœur.
Dans les dix dernières de sa vie, le magistrat de Tournai lui a confié des missions politiques et diplomatiques. En 1479, il négocie avec Olivier Le Daim, un des principaux conseiller du roi de France. En 1481, il est envoyé pour négocier avec Louis XI.
Dans son testament, il donne à ses fils, Jean, Imbert, Colinet et Antoine, ses cartons de tapisserie qu'il considère comme ses biens les plus précieux. Jean Grenier a continué l'activité de marchand-tapissier. Antoine Grenier vend des tapisseries au cardinal Georges d'Amboise. Les Grenier ont aussi écoulé leur production de tapisseries en utilisant la banque Médicis, en 1497 et en 1508.
Il est mort le 24 juillet 1493 à Tournai et a été inhumé dans la chapelle du Saint-Sacrement de l'église Saint-Quentin.